# Sanctuary (manga)
Sanctuary (サンクチュアリ, Sankuchuari) és un manga escrit per Buronson i il·lustrat per Ryoichi Ikegami. Va ser publicat a la revista Big Comic Superior des de 1990 fins a 1995 i recopilat en 12 volums per l'editorial Shogakukan. És un bestseller japonès, i és considerat l'obra mestra d'ambdós autors. Va ser adaptat a l'anime en format OVA i a tres pel·lícula live-action.

## Argument
Sanctuary és un thriller polític i policíac que gira entorn de dos amics de la infància, Akira Hojo i Chiaki Asami, que dediquen els seus esforços a establir un nou paradigma de vida al Japó. Els dos amics prenen dos camins diferents: Akira es fa yakuza per a controlar el món del crim de la nació, i Chiaki planeja esdevenir el membre més jove de la Dieta del Japó. Havent sobreviscut junts els Camps de la Mort de Cambodja, els dos personatges desenvoluparen un instint de supervivència inigualable, quelcom indispensable per aconseguir el seu objectiu: convertir Japó en el seu santuari. La història comença amb en Hojo com un cap mafiós de poca importància i l'Asami com a assessor polític, i se centra primerament en els avenços que ambdós personatges fan en els seus respectius àmbits fins a assolir posicions de més poder. Mentre que Hojo esdevé un cap mafiós poderós ràpidament, Asami es troba amb l'oposició de polítics vells que no volen abandonar el poder.

## Personatges
- Akira Hojo (北条 彰 Hōjō Akira): Don de l'Aliança Sagara i amic de la infància de l'Asami. El seu objectiu és el domini de les organitzacions yakuza de tot Japó. Cap al final de la història, es presenta com a candidat a membre de la Dieta.
- Chiaki Asami (浅見 千秋 Asami Chiaki): Polític ambiciós i tenaç. Visqué amb la família d'en Hojo a Cambodja en els anys 70. El seu némesis personal és l'Isaoka.
- Norimoto Isaoka (伊佐岡 紀元 Isaoka Norimoto): Polític vell amb contactes en tots els àmbits econòmics, polítics i il·legals. Complí condemna a Sugamo després de la Segona Guerra Mundial.
- Mr. Tokai (渡海): Antic mentor d'en Hojo, un yakuza de cap a peus que serveix al seu cap de forma eficient i amb una lleialtat inamovible.
- Reiji Tashiro (田代 怜二 Tashiro Reiji): Jove assistent d'en Hojo, qui va salvar el seu nadó anys enrere. Com en Tokai, donaria la vida pel seu cap.
- Kyoko Ishihara (石原 杏子 Ishihara Kyōko): Graduada de la Universitat de Tòquio, és la vice-cap de la policia del districte de Tòquio.
- Ozaki (尾崎): Subaltern de l'Ishihara, és un policia molt honest que coneix bé en Tokai.
- Besitt (ビセット Bisetto): Ministre de comerç dels Estats Units. S'enamora de l'Asami, de qui esdevé un lleial aliat exterior.
- Murata (村田): Assessor d'en Hojo en el món dels yakuza.
- Wong Chi-Yeung (黄志陽 Kō Shiyō, Chinese Mandarin: Huáng Zhìyáng, Jyutping: wong4 zi3 joeng4): Un Don de Hong Kong que inicialment traeix a en Hojo i l'Asami, però més tard n'esdevé un aliat.
- Masanobu Miyamura (宮村 政信 Miyamura Masanobu): Un Don que deu la vida a en Hojo.
- Ibuki : Un Don de Kobe, aliat d'en Hojo.
- Shinichiro Sengoku (仙石 慎一郎 Sengoku Shin'ichirō): Fill d'un polític de la vella escola. Per assolir el seu objectiu de venjar el seu pare uneix forces amb l'Asami i formen partit polític junts.
- Kisuke Nakagusuku (中城 規介 Nakagusuku Kisuke): Líder de la màfia d'Okinawa.

## Adaptacions
Sanctuary fou adaptat a l'anime en format OVA el 1995. Fou també adaptat en tres pel·lícules live-action. La primera pel·lícula es va emetre als cinemes el 1995, i les dues seqüeles foren publicades en DVD directament.